# Sheriff (альбом)
Sheriff — дебютный и единственный альбом канадской рок-группы Sheriff, выпущенный в 1982 году на Capitol Records. Альбом достиг 60 позиции в чарте Billboard 200. Песни «You Remind Me» и «When I'm with You» были выпущены в качестве синглов. «You Remind Me» попала в топ-40 канадского чарта и 33 место американского чарта Mainstream Rock журнала Billboard, а «When I'm with You» на 8 место в Канаде и 61 в США.
Через шесть лет после своего первоначального релиза, «When I’m with You» снова стала хитом благодаря Джею Тейлору — диджею из Лас-Вегаса. Эта песня была одной из его любимых и поэтому он часто ставил её в своей передаче. Также, часто песню начал ставить диджей Денверской радиостанции KRXY Гейб Баптист. Торговый представитель Capitol Records в Денвере Рэнди Робинс, узнав об успехе песни среди слушателей и о том, что копии альбома и сингла давно не печатаются, предложил боссам переиздать их на CD. В январе 1989 года альбом был переиздан в США. Несмотря на отсутствие клипа, в феврале 1989 года «When I’m with You» попала на вершины чартов Billboard Hot 100 и Billboard Adult Contemporary.

## Список композиций
Все песни написаны Арнольдом Лэнни, кроме отмеченных.
| №   | Название                | Автор(ы)                    | Длительность |
| --- | ----------------------- | --------------------------- | ------------ |
| 1.  | «You Remind Me»         |                             | 3:50         |
| 2.  | «California»            |                             | 3:59         |
| 3.  | «Makin' My Way»         |                             | 3:22         |
| 4.  | «When I'm with You»     |                             | 3:58         |
| 5.  | «Kept Me Coming»        | Стив Демарчи, Арнольд Лэнни | 3:06         |
| 6.  | «Mama's Baby»           |                             | 5:06         |
| 7.  | «Crazy Without You»     | Демарчи, Лэнни              | 3:48         |
| 8.  | «Elisa»                 |                             | 3:14         |
| 9.  | «Living for a Dream»    |                             | 4:06         |
| 10. | «Give Me Rock 'N' Roll» |                             | 2:52         |

## Участники записи
- Фредди Кёрси — вокал
- Стив Демарчи — гитара, вокал
- Вольф Хассел — бас-гитара, вокал
- Роб Эллиотт — ударные
- Арнольд Лэнни — клавишные, гитара, вокал
- Хелен Виктор — продюсер
- Джон Виктор — продюсер

## Чарты
Альбом — Billboard (США)
| Год  | Чарт              | Позиция |
| ---- | ----------------- | ------- |
| 1989 | The Billboard 200 | 60      |

Синглы — Billboard (США)
| Год  | Название            | Чарт                  | Позиция |
| ---- | ------------------- | --------------------- | ------- |
| 1982 | «You Remind Me»     | Mainstream Rock       | 33      |
| 1983 | «When I’m with You» | The Billboard Hot 100 | 61      |
| 1988 | «When I’m with You» | The Billboard Hot 100 | 1       |
| 1989 | «When I’m with You» | Adult Contemporary    | 1       |